# Silviu Simioncencu
Silviu Simioncencu (Crișan, 13 de diciembre de 1975) es un deportista rumano que compitió en piragüismo en la modalidad de aguas tranquilas. Ganó 9 medallas en el Campeonato Mundial de Piragüismo entre los años 2002 y 2009, y 10 medallas en el Campeonato Europeo de Piragüismo entre los años 2000 y 2008.

## Palmarés internacional
| Campeonato Mundial | Campeonato Mundial           | Campeonato Mundial | Campeonato Mundial |
| Año                | Lugar                        | Medalla            | Competición        |
| ------------------ | ---------------------------- | ------------------ | ------------------ |
| 2002               | Sevilla (España)             | Medalla de plata   | C2 500 m           |
| 2003               | Gainesville (Estados Unidos) | Medalla de oro     | C2 1000 m          |
| 2003               | Gainesville (Estados Unidos) | 01 ! [ n 1 ]       | C4 500 m           |
| 2003               | Gainesville (Estados Unidos) | 02 ! [ n 2 ]       | C2 500 m           |
| 2003               | Gainesville (Estados Unidos) | 03 ! [ n 3 ]       | C4 200 m           |
| 2005               | Zagreb (Croacia)             | Medalla de oro     | C4 500 m           |
| 2006               | Szeged (Hungría)             | Medalla de bronce  | C4 500 m           |
| 2007               | Duisburgo (Alemania)         | Medalla de oro     | C4 1000 m          |
| 2009               | Dartmouth (Canadá)           | Medalla de bronce  | C4 1000 m          |
| Campeonato Europeo |                              |                    |                    |
| Año                | Lugar                        | Medalla            | Competición        |
| 2000               | Poznań (Polonia)             | Medalla de plata   | C4 500 m           |
| 2000               | Poznań (Polonia)             | Medalla de plata   | C4 1000 m          |
| 2002               | Szeged (Hungría)             | Medalla de oro     | C2 1000 m          |
| 2002               | Szeged (Hungría)             | Medalla de plata   | C2 500 m           |
| 2004               | Poznań (Polonia)             | Medalla de oro     | C4 500 m           |
| 2004               | Poznań (Polonia)             | Medalla de bronce  | C2 500 m           |
| 2005               | Poznań (Polonia)             | Medalla de oro     | C4 500 m           |
| 2006               | Račice (República Checa)     | Medalla de oro     | C4 500 m           |
| 2007               | Pontevedra (España)          | Medalla de bronce  | C4 1000 m          |
| 2008               | Milán (Italia)               | Medalla de oro     | C4 500 m           |

1. ↑  En esta prueba el equipo ruso, ganador de la medalla de oro, fue descalificado al dar positivo por dopaje el piragüista Serguei Uleguin, por lo que al equipo rumano le fue cambiada la medalla de plata por la de oro.
2. ↑  En esta prueba el equipo ruso, ganador de la medalla de plata, fue descalificado al dar positivo por dopaje el piragüista Serguei Uleguin, por lo que al equipo rumano le fue cambiada la medalla de bronce por la de plata.
3. ↑  En esta prueba el equipo ruso, ganador de la medalla de oro, fue descalificado al dar positivo por dopaje el piragüista Serguei Uleguin, por lo que al equipo rumano le fue cambiado el cuarto lugar por el tercero, es decir, la medalla de bronce.